# 의정부광동고등학교
의정부광동고등학교(議政府光東高等學校)는 대한민국 경기도 의정부시 가능동에 있는 사립 고등학교이다.

## 학교 연혁
- 1955년 8월 1일 : 양주 직업소년학교 개교, 설립자 김양수
- 1964년 1월 10일 : 의정부고등공민학교 3학급 설립인가
- 1972년 10월 14일 : 신축교사 이전(가능1동 110-2)
- 1973년 1월 5일 : 학교법인 광동학원 편입
- 1973년 12월 15일 : 광동상업전수학교 설립인가(6학급), 설립자 학교법인 광동학원 초대 김양수 교장 취임
- 1979년 11월 21일 : 광동여자고등학교 4학급 설립 인가
- 1980년 2월 5일 : 광동여자고등학교 개교(4학급), 초대 김양수 교장 취임
- 1983년 2월 11일 : 광동여자고등학교 제1회 졸업(227명)
- 2004년 9월 23일 : 의정부광동고등학교로 교명 승인
- 2005년 3월 1일 : 의정부광동고등학교로 교명 변경(남녀공학)
- 2008년 4월 12일 : 조리실 준공(354.42m2)
- 2009년 9월 1일 : 교과교실(B-2 영어 특성화) 선정
- 2010년 4월 15일 : 교과교실 3실(275.4m2) 및 교원편의시설 6실(640.8m2)
- 2012년 6월 9일 : 학교법인 광동학원 제11대 이사장 일면 스님 취임
- 2013년 3월 1일 : 2013학년도 혁신학교 운영
- 2020년 11월 2일 : 체육관(불일관) 준공
- 2021년 4월 8일 : 자비공원 조성
- 2022년 3월 1일 : 제9대 김중철 교장 취임
- 2023년 1월 5일 : 제41회 232명 졸업, 총 14,607명

## 참고 자료
- 의정부광동고등학교 - 한국교육학술정보원 학교알리미